# أوغست دو فيلييه دو ليل آدم
أوغست دو فيلييه دو ليل آدم (بالفرنسية: Auguste de Villiers de L'Isle-Adam)‏ هو كاتب فرنسي عاش في القرن التاسع عشر.

## روابط خارجية
- أوغست دو فيلييه دو ليل آدم على موقع IMDb (الإنجليزية)
- أوغست دو فيلييه دو ليل آدم على موقع الموسوعة البريطانية (الإنجليزية)
- أوغست دو فيلييه دو ليل آدم على موقع ميوزك برينز (الإنجليزية)
- أوغست دو فيلييه دو ليل آدم على موقع قاعدة بيانات برودواي على الإنترنت (الإنجليزية)
- أوغست دو فيلييه دو ليل آدم على موقع ديسكوغز (الإنجليزية)
- أوغست دو فيلييه دو ليل آدم على موقع قاعدة بيانات الفيلم (الإنجليزية)